# Nikita Arnoldowitsch Koschkin
Nikita Arnoldowitsch Koschkin (russisch Никита Арнольдович Кошкин; * 28. Februar 1956 in Moskau) ist ein russischer klassischer Gitarrist und Komponist.
Außer Kompositionen für Sologitarre, wie seine sechssätzige Suite The Prince's Toys, schrieb Koschkin auch Werke für Gitarrenensembles.

## Diskographie
- The Prince's Toys: Koshkin Plays Koshkin. SR 1011. Soundset Recordings, 1998 – Search/Suche: „Koshkin“
- The Well-Tempered Koshkin. SR 1015. Soundset Recordings, 2001.